# Шигу
Шигу́ (кит. упр. 石鼓, пиньинь Shígǔ) — район городского подчинения городского округа Хэнъян провинции Хунань (КНР). Район назван по горе Шигушань, на которой более тысячи лет находилось разбомбленное японцами в 1939 году и вновь отстроенное в 2006 году здание Академии Шигу.

## История
С древних времён именно здесь размещались органы власти различных существовавших в этих местах административных единиц, постепенно обрастая застройкой.
Когда в 1943 году из уезда Хэнъян был выделен город Хэнъян, он был разделён на 8 районов, и в этих местах находился район №3. В 1951 году схема административного деления Хэнъяна была изменена, и эти места стали районом №2. В 1955 году район №2 был переименован в Северный городской район (城北区).
Постановлением Госсовета КНР от 8 февраля 1983 года был расформирован округ Хэнъян, его административные единицы перешли под юрисдикцию властей города Хэнъян, превратившегося таким образом в городской округ.
Постановлением Госсовета КНР от 4 апреля 2001 года старые районы Хэнъяна были упразднены; из бывшего Северного городского района, части бывшего Пригородного района и части земель уезда Хэнъян был образован район Шигу.

## Административное деление
Район делится на 7 уличных комитетов и 1 волость.